# Kaija (Vorname)
Kaija ist ein weiblicher Vorname.

## Herkunft und Varianten
Der Name ist die finnische Verkleinerungsform von Karoliina.
Weitere finnische Varianten sind Iina, Kaisa, Kata, Kati, Katri und Riina.

## Bekannte Namensträgerinnen
- Kaija (* 1962), finnische Sängerin
- Kaija-Liisa Keskivitikka (* 1945), finnische Eisschnellläuferin
- Kaija Irmeli Kokkola, bekannt als Kaija Koo (* 1962), finnische Sängerin
- Kaija Ledergerber (* 1983), schweizerische Film- und Theaterschauspielerin
- Kaija Menger (1934–2013), Persönlichkeit der deutschsprachigen Auslandsfennistik und des deutsch-finnischen Kulturaustauschs
- Kaija Mustonen (* 1941), finnische Eisschnellläuferin
- Kaija Parve (* 1964), estnische Biathletin
- Kaija Sirén (1920–2001), finnische Architektin
- Kaija Saariaho (1952–2023), finnische Komponistin
- Kaija Vahtra (* 1986), estnische Skilangläuferin